# Ancienne Grande Loge d'Angleterre
L'ancienne Grande Loge d'Angleterre ou Grande Loge des anciens fondée en 1751 est le nom commun que prend la Grande Loge de la très ancienne et honorable fraternité des maçons francs et acceptés d'Angleterre, créée en réaction à ce que ses fondateurs qualifient « d'abandon des traditions » par la première Grande Loge d'Angleterre. En l'affublant péjorativement du terme de « Moderne » (« Moderns ») et en se qualifiant d'« anciens » (« Antients »), elle entretient une querelle de 62 ans avec cette dernière. Elle a pour grand secrétaire pendant 18 ans Laurence Dermott qui rédige ses constitutions rassemblées sous le titre d'Ahiman Rezon. En 1813, un acte d'union met un terme à cette querelle en fusionnant les deux obédiences maçonniques pour donner naissance à la Grande Loge unie d'Angleterre.

## Histoire

### Contexte de création
À partir de 1721, la première Grande Loge d'Angleterre créée en 1717, se propage au reste de l'Angleterre, au pays de Galles et à l'étranger en poursuivant une politique d'expansion qui n’est pas toujours bien perçue par tous les francs-maçons. De vieux usages sont abandonnés au profit de nouveaux et des anciennes pratiques sont modifiées aussi au vu des divulgations publiques de certains francs-maçons déçus ou en conflit avec la grande loge, comme celle en 1735 de Samuel Prichard, dans son livre la Maçonnerie disséquée. Le second quart du XVIIIe siècle voit l'arrivée à Londres de nombreux migrants économiques irlandais, ces derniers sollicitent leurs entrées dans les loges de la première grande loge et se la voient souvent refusées. Ils rejoignent pour la plupart des loges indépendantes de la capitale. En 1751, cinq de ces loges s'unissent pour former une grande loge rivale, elle fédère rapidement toutes les loges indépendantes d'Angleterre qui refusent la tutelle de la première grande loge.
Elle prend le nom de « Grande Loge de la très ancienne et honorable fraternité des maçons francs et acceptés », elle est parfois nommée selon d'autres intitulés tel que ses archives le mentionnent en entretenant une forme de confusion sur sa dénomination exacte. Sur son sceau est inscrit « Grande Loge de Londres des maçons francs et acceptés selon l'ancienne institution » et dans certains certificats maçonniques qu'elle délivre à ses nouveaux membres, elle porte le titre de « Grande Loge des maçons francs et acceptés d'Angleterre selon les anciennes constitutions ».

### Livres de constitutions
Le succès que rencontre cette création est surtout dû à l'énergie, à l'esprit et à l’agressivité que met en place le second grand secrétaire de l'obédience, Laurence Dermott. La plus grande partie des sources historiques concernant la « Grande Loge des anciens », vient des archives de l'obédience et de son livre de constitution. Laurence Dermott rédige des constitutions qu'il intitule de manière inexpliquée Ahiman Rezon. Elles sont calquées sur les constitutions irlandaises dites de Spratt, elles mème largement inspirées des constitutions d'Anderson en vigueur dans la première Grande Loge d'Angleterre. La publication de la première édition a lieu en 1756, après avoir pris soin de doter l'ordre d'un noble protecteur en tant que grand maître, en la personne du conte de Blessington, déjà grand maître par le passé de la Grande Loge d'Irlande. La deuxième édition en 1764 est assortie d'une virulente critique de la pratique de la première grande loge, qualifiée péjorativement de « modernes ». Cette caractérisation par Laurence Dermott des « modernes » est cinglante et satirique. Chaque édition produite par ses soins durant sa vie est plus agressive envers une société qui s'est écartée selon lui des « principes de la franc-maçonnerie » et dont « les plus grands symboles maçonniques sont devenus le couteau et la fourchette ». Après sa mort en 1791, les rédacteurs successifs de l'Ahiman Rezon ont progressivement retiré les insultes qui s’étaient accumulées au gré d'anciennes éditions,.
Ces livres de constitutions, bien qu'entérinant la division de la franc-maçonnerie anglaise sont reconnus par les Grande Loges d’Écosse et d'Irlande qui rejettent toujours les innovations de la « Grande Loge des modernes ». Un point culminant de la querelle est atteint en 1770, lorsque William Preston, assistant grand secrétaire des « Modernes », tente de brouiller les relations entre les « Anciens » et la Grande Loge d’Écosse.

### Acte d'union
Après la mort de Laurence Dermott, les deux grandes loges antagonistes amorcent lentement un mouvement d'union, celui-ci est poussé par l'obligation d'unité qu'impose les guerres napoléoniennes. L'exception faite à la franc-maçonnerie de l’interdiction des sociétés secrètes pour lutter contre l’espionnage pendant la période de conflit, pousse également à un rapprochement entre toutes les obédiences maçonniques britanniques. Le processus d'union ne démarre vraiment que lorsque la « Grande Loge des modernes », accepte officiellement en 1811 de revenir à une pratique du rite acceptable pour les autres obédiences. L'union finale est scellée en 1813 et placée sous la grande maîtrise d'un des fils du roi George III, Augustus Frederick de Sussex, premier grand maître de la nouvelle grande loge qui prend le nom de Grande Loge unie d'Angleterre. Cette nouvelle obédience garde toute l’infrastructure de la « Grande Loge des modernes » et intègre une grande partie du rituel de celle des « anciens ».

## Grands maîtres
- 1753, Robert Turner
- 1754–1756, Edward Vaughan ;
- 1756–1760, William Stewart, 1er comte de Blessington ;
- 1760–1766, Thomas Erskine, 6e comte de Kellie ;
- 1766–1770, Thomas Mathew ;
- 1771–1774, John Murray, 3e duc d'Atholl ;
- 1775–1781, John Murray, 4e duc d'Atholl ;
- 1783–1791, Randal MacDonnell, 6e comte d'Antrim ;
- 1791–1812, John Murray, 4e duc d'Atholl ;
- 1813, Édouard-Auguste de Kent[7].